# PGC 33071
LEDA/PGC 33071 ist eine Galaxie vom Hubble-Typ SBm/IBm im Sternbild Großer Bär am Nordsternhimmel und ist schätzungsweise 100 Millionen Lichtjahre von der Milchstraße entfernt. Gemeinsam mit NGC 3471 bildet sie ein gravitativ gebundenes Galaxienpaar.